# Kościół św. Barbary w Starogrodzie
Kościół świętej Barbary – rzymskokatolicki kościół parafialny należący do parafii pod tym samym wezwaniem (dekanat Chełmno diecezji toruńskiej).
Świątynia została zbudowana w 1754 roku w stylu późnobarokowym. Nad portalem jest umieszczona marmurowa tablica erekcyjna z datą 1759. Fundatorem kościoła był biskup chełmiński Wojciech Stanisław Leski. W świątyni jest umieszczona płyta nagrobna i epitafium duchownego, który zmarł w 1758 roku. Kościół został wzniesiony częściowo na fundamentach gotyckiej świątyni pod wezwaniem św. Piotra, wzmiankowanej w 1276 roku. Zapewne z tej świątyni pochodzą wczesnogotyckie cegły znajdujące się posadzce obecnej nawy głównej i zakrystii.
Budowla jest murowana, jednonawowa, posiadająca prostokątny korpus i trójkątnie zamknięte prezbiterium od strony zachodniej. Po jego bokach są umieszczone pięcioboczne kaplice. Dwie kwadratowe wieże, zakończone czterodzielnymi baniastymi dachami hełmowymi, mieszczą dzwony odlane w 1631 i 1668 roku. Wnętrze nakrywa pozorne sklepienie kolebkowe, ozdobione polichromią rokokową wykonaną w 3. ćwierci XVIII wieku przedstawiającą 12 Apostołów. Część wyposażenia reprezentuje style: późnobarokowy i rokokowy. Ołtarz główny pochodzi z XVIII wieku, w jego centralnej części znajduje się płaskorzeźba św. Barbary w obłokach, a pod nią klęczący przed aniołem św. Stanisław. W górnej części jest umieszczona płaskorzeźba Trójcy Świętej w glorii. Ołtarze boczne powstały w 1730 roku i wykonane zostały dla katedry świętych Janów w Toruniu, skąd zostały przeniesione.